# Società portoghese per le missioni
La Società portoghese per le missioni (in latino Societas lusitana pro missionibus, in portoghese Sociedade missionária portuguesa o Missionários da Boa Nova) è una società clericale di vita apostolica di diritto pontificio: i membri della società pospongono al loro nome le sigle S.M.P. o S.M.B.N.

## Storia
La proposta di istituire di una società portoghese per le missioni ultramarine venne avanzata dall'assemblea plenaria dell'episcopato portoghese nel 1926: il 30 ottobre 1930 papa Pio XI approvò l'erezione della società e ne nominò superiore João Evangelista de Lima Vidal (1874-1958), vescovo di Vila Real.
Il seminario per la formazione del clero missionario venne aperto a Cucujães, presso Oliveira de Azeméis, e per la sua organizzazione giunsero da Roma due membri del PIME.
I primi due membri della società emisero il loro giuramento il 26 ottobre 1932 e nel 1933 venne ordinato il primo sacerdote della compagnia: il primo gruppo di cinque missionari venne inviato in Mozambico nel 1937.
Nella lettera apostolica Saeculo exunto octavo del 1940 papa Pio XII lodò l'apostolato dei missionari della società; il 17 novembre 1975 la società passò dalla segreteria di Stato della Santa Sede alla dipendenza dalla Congregazione di Propaganda Fide.

## Attività e diffusione
I membri della Società si dedicano essenzialmente all'apostolato missionario.
Sono presenti in Portogallo, in Mozambico, in Brasile, in Angola, in Zambia e in Giappone; la sede generalizia è a Lisbona.
Al 31 dicembre 2005 la compagnia contava 26 case e 119 membri, 97 dei quali sacerdoti.